# 1986-os jégkorong-világbajnokság

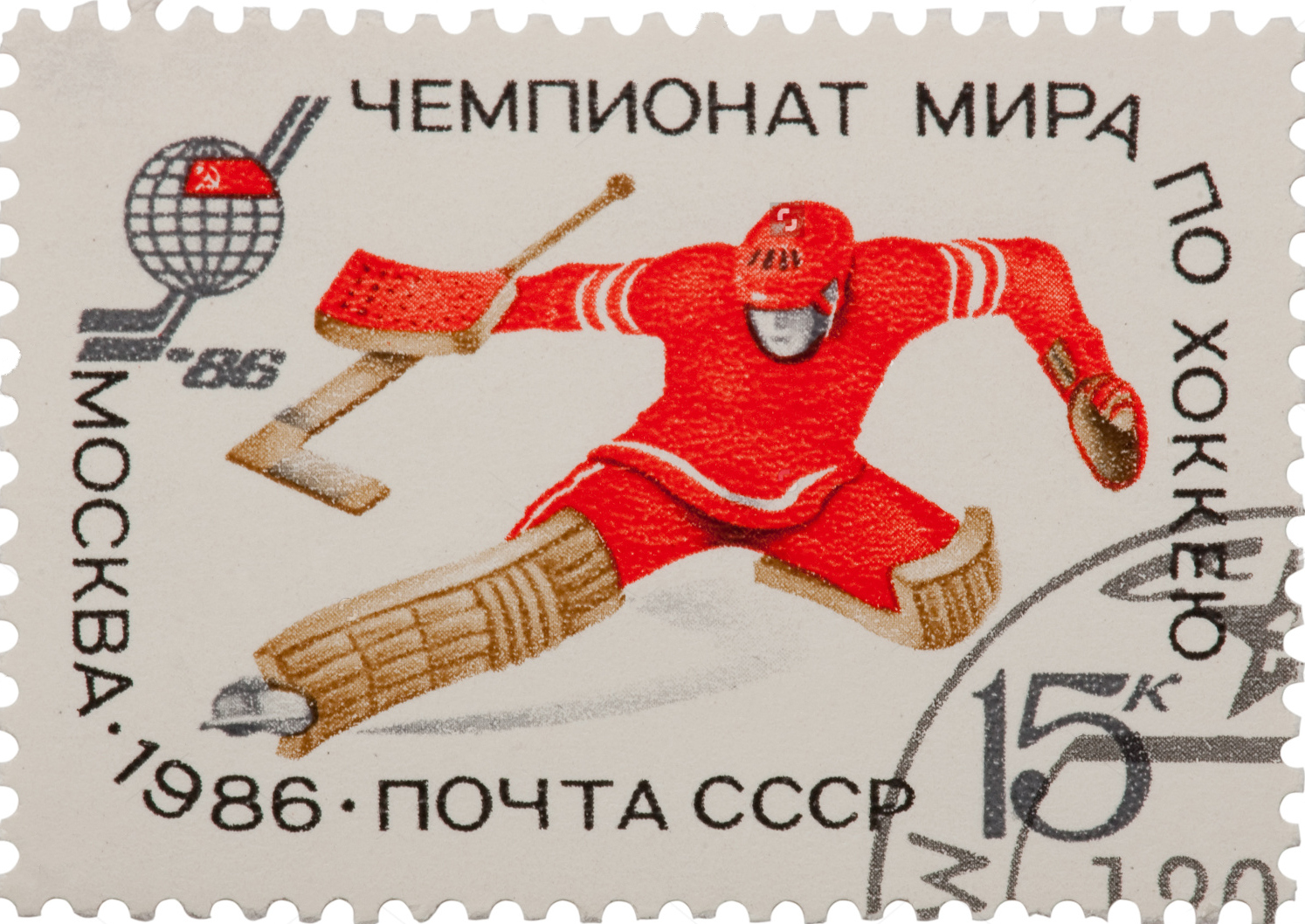
1986-os Szovjet jégkorong világbajnokság bélyeg

Az 1986-os jégkorong-világbajnokság az 51. világbajnokság volt, amelyet a Nemzetközi Jégkorongszövetség szervezett. A vb-ken a csapatok három szinten vettek részt. A világbajnokságok végeredményei alapján alakult ki az 1987-es jégkorong-világbajnokság csoportjainak mezőnye.

## A csoport
1–8. helyezettek
- Szovjetunió – Világbajnok
- Svédország
- Kanada
- Finnország
- Csehszlovákia
- Egyesült Államok
- NSZK
- Lengyelország – Kiesett a B csoportba

## B csoport
9–16. helyezettek
- Svájc – Feljutott az A csoportba
- Olaszország
- NDK
- Franciaország
- Hollandia
- Ausztria
- Jugoszlávia – Kiesett a C csoportba
- Japán – Kiesett a C csoportba

## C csoport
17–26. helyezettek
- Norvégia – Feljutott a B csoportba
- Kína – Feljutott a B csoportba
- Bulgária
- Románia
- Dánia
- Magyarország
- Észak-Korea
- Spanyolország
- Dél-Korea – 1987-ben a D csoportba sorolták
- Ausztrália – 1987-ben a D csoportba sorolták